# Lijst van voetbalinterlands Australië - Canada (vrouwen)
Deze lijst van voetbalinterlands is een overzicht van alle officiële voetbalinterlands tussen de nationale vrouwenteams van Australië en Canada. De landen hebben tot nu toe 23 keer tegen elkaar gespeeld.

## Wedstrijden
| №  | Plaats    | Datum             | Competitie             | Wedstrijd          | Uitslag |
| -- | --------- | ----------------- | ---------------------- | ------------------ | ------- |
| 1  | Taipei    | 12 december 1987  | Vriendschappelijk      | Australië − Canada | 2 − 0   |
| 2  | Taipei    | 17 december 1987  | Vriendschappelijk      | Australië − Canada | 0 − 0   |
| 3  | Vancouver | 13 mei 1994       | Vriendschappelijk      | Canada − Australië | 3 − 0   |
| 4  | Vancouver | 11 mei 1995       | Vriendschappelijk      | Canada − Australië | 3 − 0   |
| 5  | Vancouver | 13 mei 1995       | Vriendschappelijk      | Canada − Australië | 0 − 3   |
| 6  | Oakford   | 7 juni 1997       | Vriendschappelijk      | Australië − Canada | 3 − 2   |
| 7  | Canberra  | 10 januari 1999   | Vriendschappelijk      | Australië − Canada | 4 − 3   |
| 8  | Etobicoke | 9 juni 1999       | Vriendschappelijk      | Canada − Australië | 1 − 3   |
| 9  | Toronto   | 12 juni 1999      | Vriendschappelijk      | Canada − Australië | 2 − 0   |
| 10 | Sydney    | 4 juni 2000       | Vriendschappelijk      | Australië − Canada | 0 − 2   |
| 11 | Poitiers  | 3 april 2002      | Vriendschappelijk      | Australië − Canada | 0 − 0   |
| 12 | Vancouver | 26 september 2002 | Vriendschappelijk      | Canada − Australië | 2 − 0   |
| 13 | Victoria  | 28 september 2002 | Vriendschappelijk      | Canada − Australië | 0 − 1   |
| 14 | Kingston  | 14 september 2003 | Vriendschappelijk      | Canada − Australië | 2 − 0   |
| 15 | Chengdu   | 20 september 2007 | WK 2007                | Canada − Australië | 2 − 2   |
| 16 | Sydney    | 23 mei 2008       | Vriendschappelijk      | Australië − Canada | 2 − 1   |
| 17 | São Paulo | 3 augustus 2016   | Olympische Spelen 2016 | Canada − Australië | 2 − 0   |
| 18 | Brisbane  | 3 september 2022  | Vriendschappelijk      | Australië − Canada | 0 − 1   |
| 19 | Sydney    | 6 september 2022  | Vriendschappelijk      | Australië − Canada | 1 − 2   |
| 20 | Melbourne | 31 juli 2023      | WK 2023                | Canada − Australië | 0 − 4   |
| 21 | Victoria  | 1 december 2023   | Vriendschappelijk      | Canada − Australië | 5 − 0   |
| 22 | Vancouver | 5 december 2023   | Vriendschappelijk      | Canada − Australië | 1 − 0   |
| 23 | Marbella  | 13 juli 2024      | Vriendschappelijk      | Canada − Australië | 2 − 1   |

## Samenvatting
| Competitie        | Totaal gespeeld | Winst Australië | Gelijk | Winst Canada | Doelsaldo Australië – Canada |
| ----------------- | --------------- | --------------- | ------ | ------------ | ---------------------------- |
| WK-eindronde      | 2               | 1               | 1      | 0            | 6 − 2                        |
| Olympische Spelen | 1               | 0               | 0      | 1            | 0 − 2                        |
| Vriendschappelijk | 20              | 7               | 2      | 11           | 20 − 32                      |
| Totaal            | 23              | 8               | 3      | 12           | 26 − 36                      |